# Non-A
Non-A (The World of Null-A), edito in italiano anche coi titoli Anno 2650 e Il mondo del non-A, è un romanzo di fantascienza di A. E. van Vogt del 1948. Fu pubblicato originariamente in tre parti sulla rivista Astounding Stories. È il primo capitolo di una trilogia basata su un futuro in cui una delle filosofie dominanti viene chiamata appunto Non-A, basata sulla logica non aristotelica di Alfred Korzybski e sulla semantica generale.
Venne candidato al premio Retro Hugo per l'anno 1946 (assegnato retrospettivamente nel 1996).

## Trama
Gilbert Gosseyn ha preso parte alle selezioni presso la città della Macchina, imponente intelligenza artificiale che decide i destini di tutti i partecipanti, stabilendo che i migliori vengano trasferiti su Venere per una utopica vita da eletti. L'uomo si è preparato per anni grazie alla filosofia non-aristotelica, eppure a nulla valgono i suoi sforzi quando scopre che tutti i suoi ricordi sono fittizi e il suo passato non è mai esistito.
Escluso dalle selezioni e privato di tutte le sue sicurezze, incontra la bella e misteriosa Patricia Hardie, figlia del Presidente e sua immaginaria moglie defunta, che lo consegna nelle mani di alcuni brutti ceffi che infine lo uccidono barbaramente durante la sua fuga. Ma misteriosamente Gosseyn si risveglia dalla morte proprio sul pianeta Venere, come se nulla fosse accaduto; guidato dalla Macchina inizia poco per volta a scoprire il mistero che lo vuole al centro di un intricato conflitto interplanetario.

## Edizioni
(elenco parziale)
- (EN) A. E. van Vogt, The World of Null-A, Simon & Shuster, 1948.
- A. E. van Vogt, Non-A, Cosmo Oro n. 9, Editrice Nord, 1973. (contiene l'edizione italiana di The World of Null-A e The Pawns of Null-A)

- A. E. van Vogt, Non-A, collana Urania Collezione n° 87, Arnoldo Mondadori Editore, 2010,  p. 286.